# دوغ هدسون
دوغ هدسون (بالإنجليزية: Doug Hudson)‏ هو لاعب كرة قدم أمريكية أمريكي، ولد في 11 سبتمبر 1964 في ممفيس في الولايات المتحدة.

## وصلات خارجية
- دوغ هدسون على موقع مرجع كرة القدم المحترفة.كوم (الإنجليزية)